# Grand Prix automobile de Belgique 1987
Résultats du Grand Prix de Belgique de Formule 1 1987 qui a eu lieu sur le circuit de Spa-Francorchamps le 17 mai.

## Classement
| Pos. | No | Pilote             | Écurie                 | Tours | Temps/Abandon                      | Grille | Points |
| ---- | -- | ------------------ | ---------------------- | ----- | ---------------------------------- | ------ | ------ |
| 1    | 1  | Alain Prost        | McLaren-TAG            | 43    | 1 h 27 min 03 s 217 (205,680 km/h) | 6      | 9      |
| 2    | 2  | Stefan Johansson   | McLaren-TAG            | 43    | + 24 s 764                         | 10     | 6      |
| 3    | 8  | Andrea De Cesaris  | Brabham-BMW            | 42    | Panne d'essence                    | 13     | 4      |
| 4    | 18 | Eddie Cheever      | Arrows-Megatron        | 42    | + 1 tour                           | 11     | 3      |
| 5    | 11 | Satoru Nakajima    | Lotus-Honda            | 42    | + 1 tour                           | 15     | 2      |
| 6    | 25 | René Arnoux        | Ligier-Megatron        | 41    | + 2 tours                          | 16     | 1      |
| 7    | 26 | Piercarlo Ghinzani | Ligier-Megatron        | 40    | Panne d'essence                    | 17     |        |
| 8    | 30 | Philippe Alliot    | Larrousse-Ford         | 40    | + 3 tours                          | 22     |        |
| 9    | 4  | Philippe Streiff   | Tyrrell-Ford           | 39    | + 4 tours                          | 23     |        |
| 10   | 14 | Pascal Fabre       | AGS-Ford               | 38    | Allumage                           | 25     |        |
| Abd. | 19 | Teo Fabi           | Benetton-Ford          | 34    | Pompe à huile                      | 9      |        |
| Abd. | 9  | Martin Brundle     | Zakspeed               | 19    | Moteur                             | 18     |        |
| Abd. | 20 | Thierry Boutsen    | Benetton-Ford          | 18    | Roulement de roue                  | 7      |        |
| Abd. | 5  | Nigel Mansell      | Williams-Honda         | 17    | Tenue de route                     | 1      |        |
| Abd. | 16 | Ivan Capelli       | March-Ford             | 14    | Pression d'huile                   | 21     |        |
| Abd. | 6  | Nelson Piquet      | Williams-Honda         | 11    | Moteur                             | 2      |        |
| Abd. | 21 | Alex Caffi         | Osella-Alfa Romeo      | 11    | Moteur                             | 26     |        |
| Abd. | 27 | Michele Alboreto   | Ferrari                | 9     | Transmission                       | 5      |        |
| Abd. | 10 | Christian Danner   | Zakspeed               | 9     | Freins                             | 20     |        |
| Abd. | 17 | Derek Warwick      | Arrows-Megatron        | 8     | Fuite d'eau                        | 12     |        |
| Abd. | 7  | Riccardo Patrese   | Brabham-BMW            | 5     | Embrayage                          | 8      |        |
| Abd. | 28 | Gerhard Berger     | Ferrari                | 2     | Moteur                             | 4      |        |
| Abd. | 24 | Alessandro Nannini | Minardi-Motori Moderni | 1     | Turbo                              | 14     |        |
| Abd. | 12 | Ayrton Senna       | Lotus-Honda            | 0     | Accident                           | 3      |        |
| Abd. | 23 | Adrian Campos      | Minardi-Motori Moderni | 0     | Embrayage                          | 19     |        |
| Abd. | 3  | Jonathan Palmer    | Tyrrell-Ford           | 0     | Accident                           | 24     |        |

## Pole position et record du tour
- Pole position : Nigel Mansell en 1 min 52 s 026 (vitesse moyenne : 223,020 km/h).
- Meilleur tour en course : Alain Prost en 1 min 57 s 153 au 26e tour (vitesse moyenne : 213,260 km/h).

## Tours en tête
- Nelson Piquet : 9 (1-9)
- Alain Prost : 34 (10-43)

## À noter
- 27e victoire pour Alain Prost qui égale le record de victoires de Jackie Stewart.
- 54e victoire pour McLaren en tant que constructeur.
- 24e victoire pour TAG-Porsche en tant que motoriste.